# Sviatoslav I de Kiev
Sviatoslav I de Kiev (Sviatoslav Ígorevich, eslavo oriental: С~тославъ / Свѧтославъ Игорєвичь, Sventoslavŭ · Svantoslavŭ Igorevičǐ, nórdico antiguo: Sveinald Ingvarsson 942-972) fue un príncipe-guerrero (o konung) de la Rus de Kiev, hijo del príncipe Ígor de Kiev y su mujer Olga. Príncipe de Nóvgorod y Gran Príncipe de Kiev.
Sviatoslav es famoso por sus campañas militares, que provocaron la caída de dos grandes potencias de Europa oriental: Jazaria y el Primer Imperio búlgaro. Sometió también a los búlgaros del Volga, a los alanos y a otras tribus eslavas orientales, aliándose con los magiares y los pechenegos. 
Su reinado sobre la Rus de Kiev, que duró una década, se caracterizó por una rápida expansión hacia el valle del Volga, la estepa del Caspio y los Balcanes. Al final de su corta vida, Sviatoslav había forjado un gran y poderoso estado en Europa, convirtiendo a Pereyaslavets, en el Danubio, en capital de su reino, en detrimento de Kiev (969). En contraste con la conversión de su madre al cristianismo ortodoxo, Sviatoslav mantuvo su fe pagana durante toda su vida. 
Debido a su abrupta muerte en combate, las conquistas de Sviatoslav no se consolidaron como un imperio, mientras que su fracaso al tratar de establecer una sucesión estable llevó al estallido de una guerra civil entre sus sucesores.

## Perfil

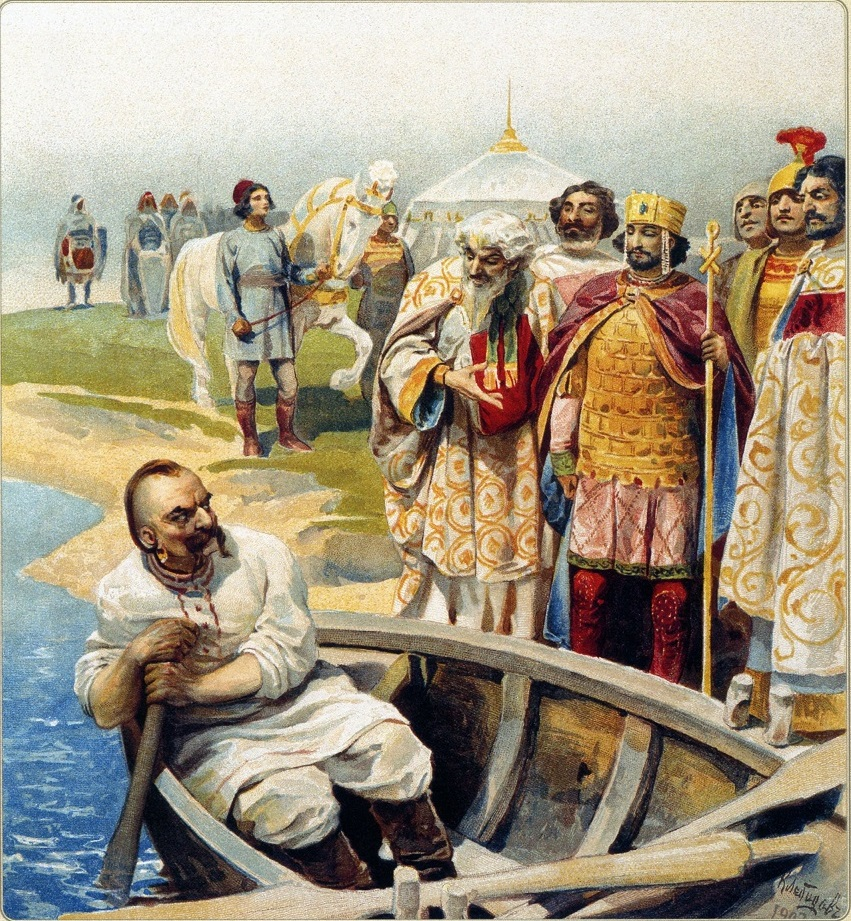
Encuentro entre Sviatoslav y el emperador Juan por Klavdi Lébedev, siguiendo la descripción de Sviatoslav que hizo León el Diácono. 1916

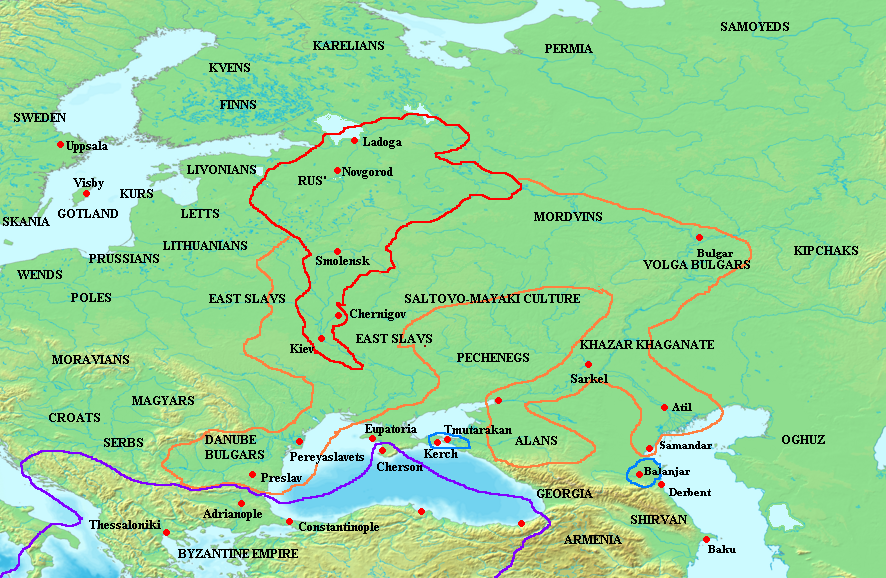
La Rus de Kiev al principio del reinado de Sviatoslav (en rojo) y su área de influencia (en naranja) hacia el año 972.

### Nombre
Sviatoslav fue el primer monarca de la Rus de Kiev cuyo nombre tiene un origen indiscutiblemente eslavo (a diferencia de sus antecesores, cuyos nombres provenían del nórdico antiguo). Este nombre no es muy frecuente en otros reinos eslavos medievales, ni siquiera en la Rus de Kiev, donde solo lo utilizaron miembros de la dinastía Rúrik. 
Sus sucesores tomaron su ejemplo y eligieron nombres eslavos, como Vladímir, Yaroslav, Mstislav. Algunos expertos aseguran que el nombre de Sviatoslav (compuesto por las raíces eslavas de «sagrado» y «gloria») fue una creación artificial, derivada de la combinación de los nombres de sus predecesores, Oleg y Rúrik (que significan «sagrado» y «glorioso» en nórdico antiguo, respectivamente).

### Primeros años
No se sabe casi nada de la infancia y juventud de Sviatoslav, que transcurrió reinando en el Principado de Nóvgorod. Su padre, Ígor de Kiev, fue muerto por los Drevlianos hacia el 942, por lo que su madre, Olga de Kiev, reinó como regente en Kiev hasta la mayoría de edad de su hijo, en el año 963.

### Descripción

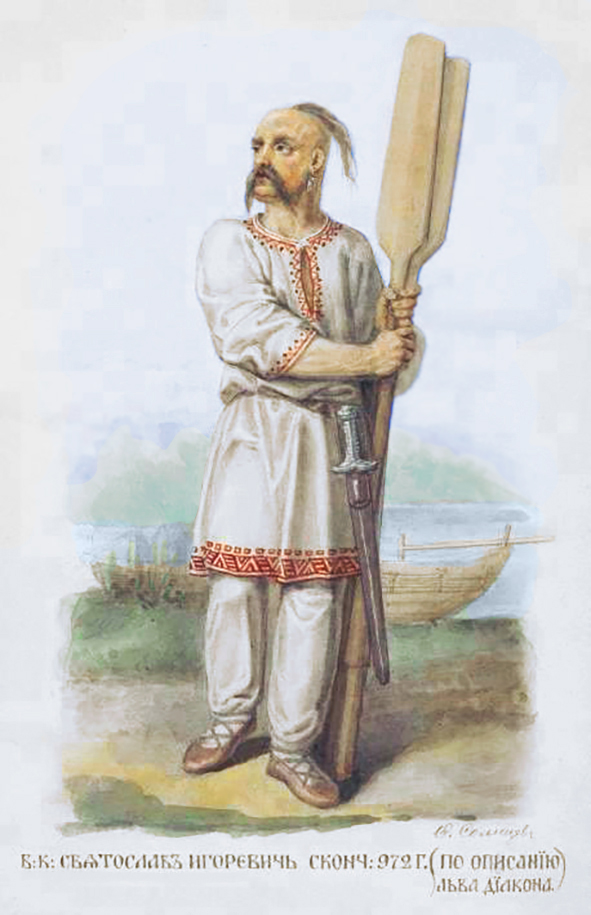
Sviatoslav I, Gran príncipe de la Rus de Kiev, según el relato de León el Diácono. Por Fiódor Sólntsev, 1869

Su tutor fue un varego llamado Asmud, que lo educó para que pudiese hacerse cargo del gobierno de la Rus de Kiev. «Raudo como un leopardo», parece que Sviatoslav no tenía demasiada vocación administrativa, pues pasó su vida junto a su Druzhina («tropas» en eslavo) en una permanente lucha con los Estados vecinos. Como relata la Crónica de Néstor:

Durante sus expediciones no portaba consigo ni cazuelas ni ollas, no hervía viandas, sino que asaba sobre el fuegos piezas de carne de caballo, gamo o buey. Tampoco disponía de tiendas, sino que se tumbaba sobre una manta y un saco bajo su cabeza, disfrutando de esta rutina más que de las costumbres palaciegas.

Sviatoslav fue descrito por León el Diácono como un hombre de altura y corpulencia media, que afeitaba su barba y su cabeza pero portaba un poblado bigote y largas patillas como signo de nobleza. Prefería vestir de blanco y sus armaduras estaban mucho más limpias que las de sus hombres, llevando un único pendiente de oro adornado con un rubí y dos perlas,

### Religión

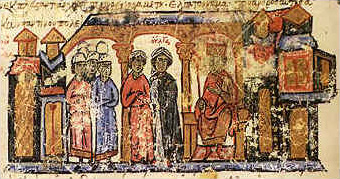
La madre de Sviatoslav, Olga pasea por Constantinopla con su cortejo. Miniatura del de la crónica de Juan Skylitzes.

Su madre se convirtió al cristianismo en la corte del emperador bizantino Constantino VII en el año 957. Sin embargo, Sviatoslav siguió adorando a Perún, Veles, Svarog y a otros dioses de la mitología eslava, por lo que fue un convencido pagano toda su vida. Además, de acuerdo a la Crónica de Néstor, creía que sus soldados le perderían el respeto si se convertía al cristianismo, y la fidelidad de sus tropas le era imprescindible en la conquista de un imperio que se extendía del Volga hasta el Danubio.

## Familia
Existe una enorme laguna documental sobre la familia de Sviatoslav; incluso es posible que no fuese el único ni el primogénito de sus padres. De hecho, el Tratado ruso-bizantino de 945 menciona a la princesa Predslava, esposa del Príncipe Volodislav, como la más noble dama de la Rus de Kiev, después de Olga. Muchos historiadores, como George Vernadsky, especulan que Volodislav era el hijo primogénito y heredero del príncipe Ígor, que murió en algún momento de la regencia de Olga de Kiev, cuando Sviatoslav era todavía un niño. Por ello, el Príncipe fue educado bajo las instrucciones de su madre, aunque su influencia no se extendió al ámbito religioso.
Sviatoslav tuvo una numerosa descendencia, pero el origen de sus esposas no está especificado en la Crónica de Néstor. Sus esposas le dieron a Yaropolk y a Oleg. De su amante Malusha, una mujer de extracción indeterminada, tuvo a Vladímir, que convertiría definitivamente a la Rus de Kiev al cristianismo. El cronista bizantino Juan Escilitzes cuenta que Vladímir I de Kiev tenía un hermano llamado Sfengus, pero no se sabe si era hijo de Sviatoslav o de un segundo marido de Malusha, o simplemente un noble de la Rus de Kiev.
Cuando Sviatoslav partió en campaña militar, dejó a sus familiares como regentes de las ciudades más importantes de la Rus, a su madre Olga y más tarde a su hijo Yaropolk en Kiev, a su hijo Vladímir en Nóvgorod y a Oleg como soberano de los Drevlianos.

## Campañas del Este

### Causas

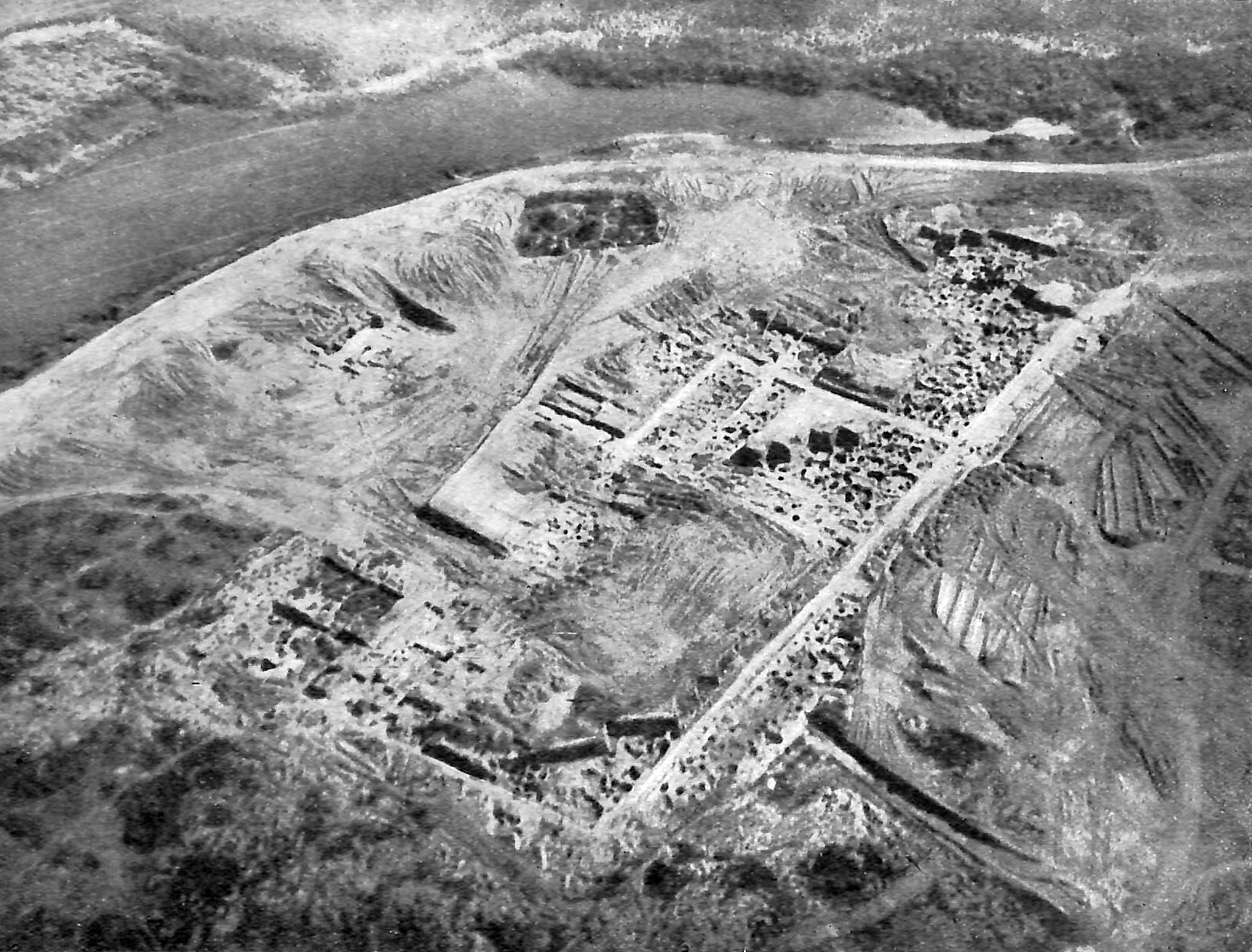
Las excavaciones de la fortaleza de Jazar, saqueada por Sviatoslav hacia el 965. Foto aérea de Mijaíl Artamónov.

Poco después de acceder al trono, Sviatoslav comenzó a guerrear para expandir la Rus de Kiev hacia el valle del Volga y la estepa del Caspio. Su gran logro fue la conquista de Jazaria, que había sido durante siglos una de las grandes potencias de Europa Oriental. Se barajan diversas posibilidades sobre las causas del conflicto entre la Rus y los jázaros, la primera es el interés de Sviatoslav sobre la ruta comercial del Volga (que reportaba muchos beneficios a Jazaria y la segunda postula que el emperador Romano I azuzó a la Rus contra los jázaros (con los que se habían enfrentado debido a la persecución de los judíos).

### Jazaria
Sviatoslav comenzó realizando alianzas con las tribus vasallas de los jázaros para que se uniesen a su causa, atacando y forzando a pagarle tributo a aquellas que no quisiesen apoyarle, como los viátichi. De acuerdo con una leyenda que se recoge en la Crónica de Néstor, Sviatoslav envió un mensaje a los líderes viátichi en el que solo había una frase: «¡Voy a por vosotros!» (eslavo oriental: «Иду на вы!») esta frase es un arcaísmo que se sigue utilizando en el ruso moderno y el ucraniano moderno para denotar una declaración directa de intenciones, además de ser el lema de las Fuerzas de Operaciones Especiales de Ucrania. Trasladándose por el Oká y otros afluentes del Volga, invadió la Bulgaria del Volga y exigió a la población local que le pagasen tributos, por lo que puso el cauce alto del río bajo control de la Rus de Kiev. En la guerra, Sviatoslav empleó mercenarios turcos y pechenegos, para hacer frente a la magnífica caballería jázara.
Sviatoslav destruyó la ciudad jázara de Sarkel en el año 965, y saqueó (pero no ocupó) la ciudad de Kerch en Crimea. En Sarkel, estableció un principado llamado Bélaya Viezha («la torre blanca» o «la fortaleza blanca», traducción eslava de «Sarkel») y destruyó la capital de Jazaria, Atil entre los años 968 y 969, (un cronista que visitó la ciudad tras el  ataque dijo: «La Rus atacó, y no dejó uva ni racimo, ni una sola hoja en su rama»). La cronología exacta de la campaña de Jazaria es incierta y muy discutida, por ejemplo, Mijaíl Artamónov y David Christian aseguran que el saqueo de Sarkel vino después a la destrucción de Atil.

### Conclusión
Aunque el cronista Ibn Hawqal hace referencia el saqueo que hizo Sviatoslav a la ciudad de Samandar (en el actual Daguestán), el líder de la Rus de Kiev no se molestó en ocupar permanentemente el corazón de Jazaria, al norte del Cáucaso. En su vuelta a Kiev, Sviatoslav prefirió atacar de nuevo a los osetios, forzándolos a ser sus vasallos, por lo que los jázaros continuaron su precaria existencia en la región. La destrucción del poder imperial de Jazaria abrió camino a la Rus de Kiev para el control de las rutas comerciales del Mar Negro, que habían sido dominadas durante siglos por los jázaros y permitió la creación de asentamientos eslavos en la región del Sáltovo-Mayaki (Saltovo-Mayaki), que granjeó grandes cambios culturales y demográficos.

## Campañas en los Balcanes

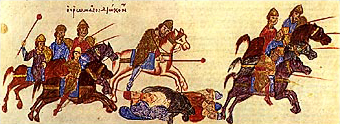
Persecución del ejército de Sviatoslav por los soldados bizantinos. Miniatura del siglo XI de las crónicas de Juan Skylitzes.

### Causas
La aniquilación de Jazaria debilitó mucho la alianza Ruso-Bizantina, que puso fin al enfrentamiento entre ambas durante la guerra del año 941. Gracias a este tratado, la Rus de Kiev y el Imperio bizantino habían colaborado en campañas militares, como la expedición a Creta del Emperador Nicéforo II.

### Bulgaria
En el año 967 o 968, el emperador envió a su agente Kalokyoros a la Rus de Kiev, para que convenciese a Svatioslav de que lo asistiese en la guerra contra el Primer Imperio búlgaro. Se le pagaron quince mil monedas de oro a Sviatoslav para que hiciese frente a los gastos del viaje y la organización de un ejército de seis mil hombres, la mayoría mercenarios pechenegos.
Svatioslav venció al Emperador búlgaro Borís II en la batalla de Silistra y ocupó todo el norte de Bulgaria. Mientras tanto, los bizantinos azuzaron a los pechenegos contra la Rus de Kiev, que sitiaron la ciudad de Kiev (donde se encontraban su madre Olga y su hijo Vladímir) en el año 968. Inmediatamente, Sviatoslav regresó con su druzhina y liberó la ciudad del asedio, pero que siguió estando bajo la amenaza de los pechenegos.
Borís II fue capturado por los bizantinos en el año 971 y llevado a Constantinopla como prisionero.

### Contra Bizancio
Sviatoslav se negó a dar sus conquistas balcánicas al Imperio bizantino, por lo que comenzó un conflicto abierto. A pesar de la oposición de los boyardos y de su madre, Sviatoslav decidió trasladar la capital de Kiev a Pereyaslavets, cerca de las bocas del Danubio, debido a su posición estratégica y a la amenaza continua de los pechenegos a la antigua capital. En la Crónica de Néstor del 969, Svatioslav describe su nueva ciudad, el centro de sus tierras, "abundan todas las riquezas: oro, sedas, vino, varios frutos de Grecia, plata, corceles de Hungría y Bohemia y cera, miel y esclavos de la Rus de Kiev".

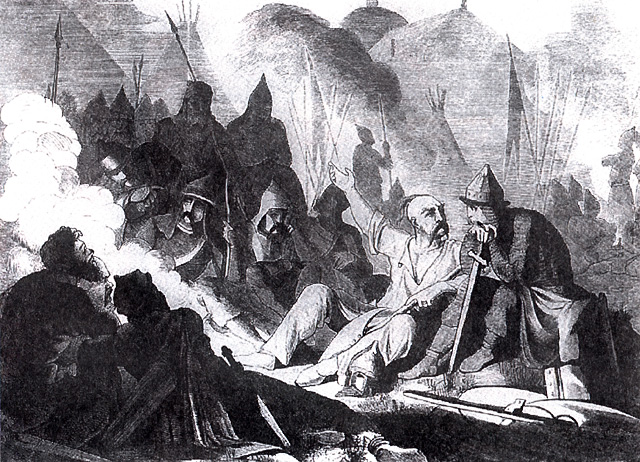
Sviatoslav durante la campaña de Bulgaria por Borís Chórikov.

En el verano del 969, Svatioslav abandonó la Rus de Kiev de nuevo, dividiendo sus dominios en tres regiones, cada cual dejó bajo la regencia de uno de sus hijos. Comandó un ejército que incluía mercenarios pechenegos y magiares, que invadió Bulgaria de nuevo, devastando Tracia y capturando la ciudad de Filipópolis. Nicéforo respondió fortificando las defensas de Constantinopla y entrenando nuevos regimientos de caballería, pero durante este proceso fue asesinado y destronado por Juan Tzimisces, que se proclamó emperador.
Juan Tzimisces intentó en primera instancia persuadir a Sviatoslav de que abandonase Bulgaria, a lo que el líder de la Rus de Kiev respondió retando a la autoridad imperial, asediando la ciudad de Adrianópolis (970). Ese mismo año, el Emperador preparó la contraofensiva, cuyo liderazgo dejó a su paladín Bardas Esclero, por tener que solventar una revuelta en Anatolia. La coalición de la Rus de Kiev, pechenegos, magiares y búlgaros fue derrotada en la Batalla de Arcadiópolis (970). Cuando el Emperador logró aplacar la revuelta, se puso a la cabeza de una armada que liberó Bulgaria  de Sviatoslav, capturando la ciudad de Marcianópolis, donde la Rus de Kiev tenía cautivos a numerosos príncipes búlgaros.

### Conclusión
Sviatoslav se retiró de Silistra, que las tropas bizantinas habían sitiado durante sesenta y cinco días. Vencido y rodeado, el príncipe tuvo que firmar un acuerdo con el Emperador, en el que prometía abandonar los Balcanes, renunciar a sus derechos sobre Crimea y volver al oeste del río Dniéper. Para su regreso, Juan Tzimisces le proporcionó víveres y un pasaje seguro de vuelta, desembarcando en la isla de Berezán, en las fuentes del Dniéper. El ejército acampó allí durante todo el invierno y algunos meses después la hambruna lo devastó (las crónicas recogen que un caballo no se pagaba ni a media grivnia). Para la Rus de Kiev, la campaña de Sviatoslav no trajo ningún resultado tangible, pero dejó a Bulgaria a merced de los ataques de Basilio II.

## Caída

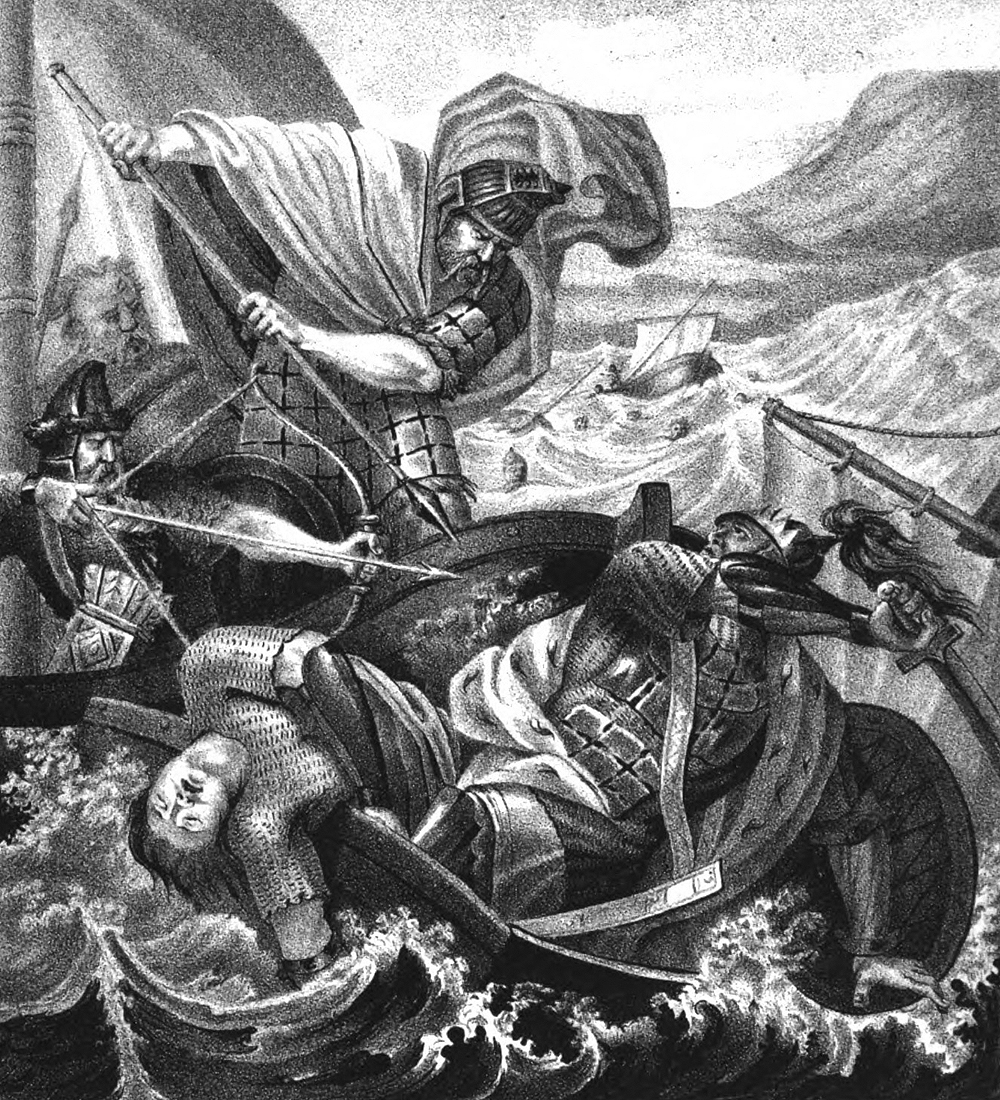
La Muerte de Sviatoslav por Borís Chórikov.

### Muerte
Temiendo que la paz con Sviatoslav no durase mucho, el Emperador  indujo al kan Kurya a que matase al Príncipe de la Rus de Kiev antes de que llegase a Kiev. Esta acción seguía la política descrita por Constantino VII en su libro De Administrando Imperio, que fomentaba el enfrentamiento entre la Rus de Kiev y los pechenegos. De acuerdo con las crónicas eslavas, Sviatoslav fue avisado del complot, pero hizo caso omiso y atravesó la región de los pechenegos, siendo asesinado por ellos  en los rápidos del río Dniéper en 972. Según la Crónica de Néstor, de su calavera forjada con hierro los pechenegos hicieron una copa. Posteriormente la calavera fue colocada en el cetro del kan pechenego, Kurya.

### Sucesión
Tras la muerte de Sviatoslav, se crearon fuertes tensiones entre sus hijos, lo que generó una guerra entre sus hijos legítimos, Oleg y Yaropolk (976) en la que Oleg fue asesinado. En el año 977, Vladímir huyó de Nóvgorod a Escandinavia para evitar la suerte de Oleg, pero volvió a la cabeza de un ejército y mató a su hermano en el año 980, convirtiéndose en Príncipe de la Rus de Kiev.

## Sviatoslav en el arte

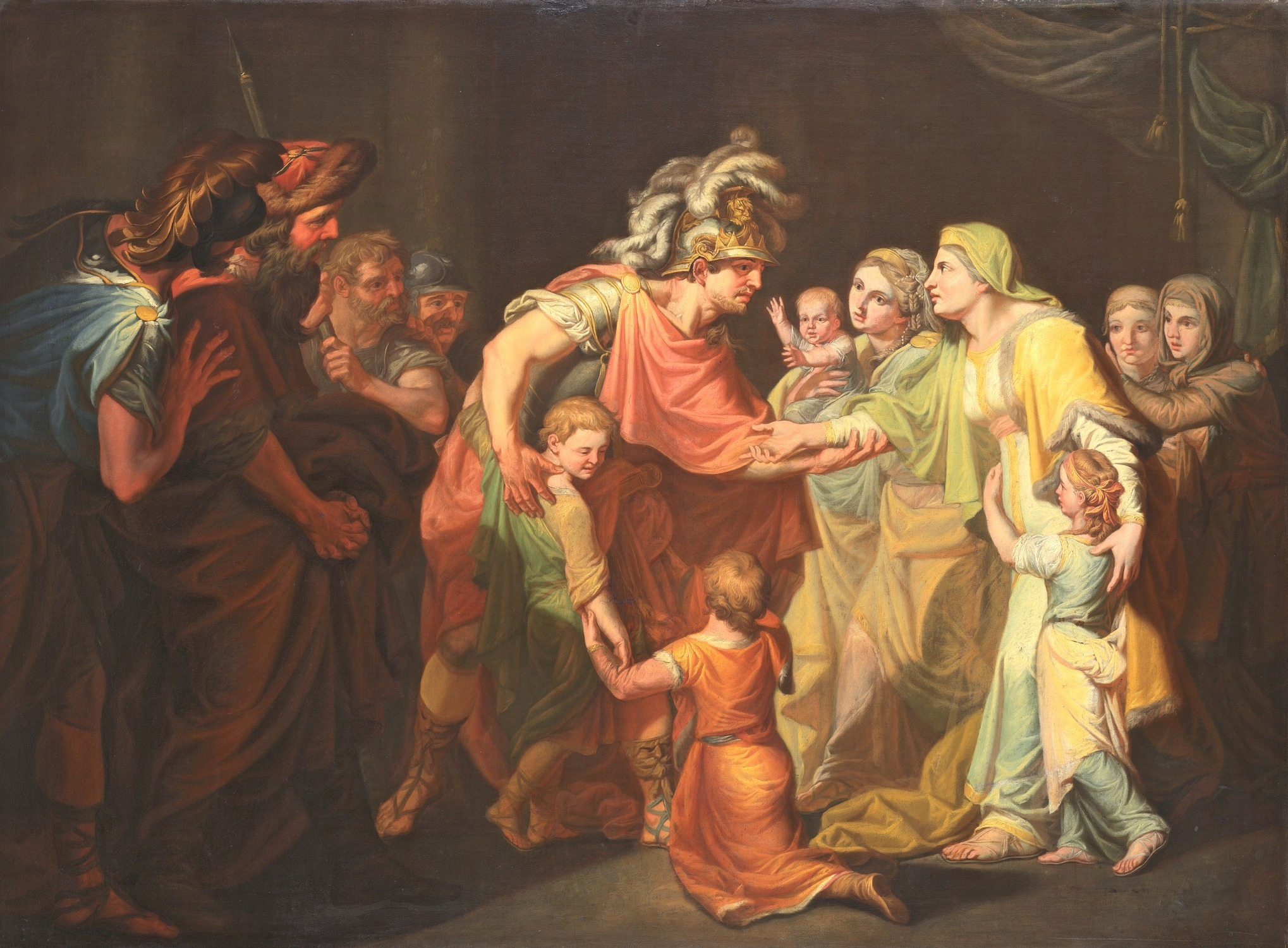
Regreso de Sviatoslav de su campaña en el Danubio por Iván Akímov, 1773.

Sviatoslav ha sido un héroe para los ucranianos, rusos y bielorrusos gracias a su éxito militar y sus conquistas. Su figura atrajo por primera vez a los artistas del Imperio ruso durante la guerra ruso-turca (1768-1774), que comparaban la lucha del Príncipe contra el Imperio bizantino con las ambiciones imperialistas balcánicas de Catalina la Grande.
Uno de los mejores trabajos que se realizaron durante la guerra fue la tragedia Olga de Yákov Knyazhnín (1772), que introduce a Sviatoslav como protagonista de la obra, pero su activa participación en los hechos que acaecieron tras la muerte de su padre, Ígor de Kiev, abandona la cronología tradicional. El rival de Knyazhnín, Nikolái Nikólev también escribió una obra cuyo tema principal era la vida y las hazañas del Príncipe de la Rus de Kiev. El cuadro de Iván Akímov Regreso de Sviatoslav de la campaña del Danubio (1773) representa el conflicto entre el honor militar y la unión emocional con la familia, vivos ejemplos de la mentalidad medieval.
En el siglo XIX, el interés en la biografía de Sviatoslav aumentó, Klavdi Lébedev representó su encuentro con el Emperador Juan en una famosa pintura, mientras que Yevgueni Lanseré esculpió una estatua ecuestre de Sviatoslav a principios del siglo XX. El recuerdo de Sviatoslav aparece en los versos eslavófilos  del poeta futurista Velimir Jlébnikov:
| Знаменитый сок Дуная,       | Derramando el célebre jugo del Danubio         |
| Наливая в глубь главы,      | En la profundidad de la calavera,              |
| Стану пить я, вспоминая     | Beberé y recordaré                             |
| Светлых клич: "Иду на вы!". | El grito de los claros: "¡Voy a por vosotros!" |

También es el antagonista de la novela de Samuel Gordon, El Reino Perdido, o el Paso de los Jázaros, una historia ficticia sobre la destrucción de Jazaria por la Rus de Kiev. El guerrero eslavo figura, en un contexto más positivo, en la historia Las flechas negras de un vyátich ("Chiórnye strely vyáticha") de Vadim Kargálov, que recoge en su libro Novelas históricas.
| Predecesor: Olga | Gran Príncipe de Kiev 945 - 972 | Sucesor: Yaropolk |